# Galerie Remmler

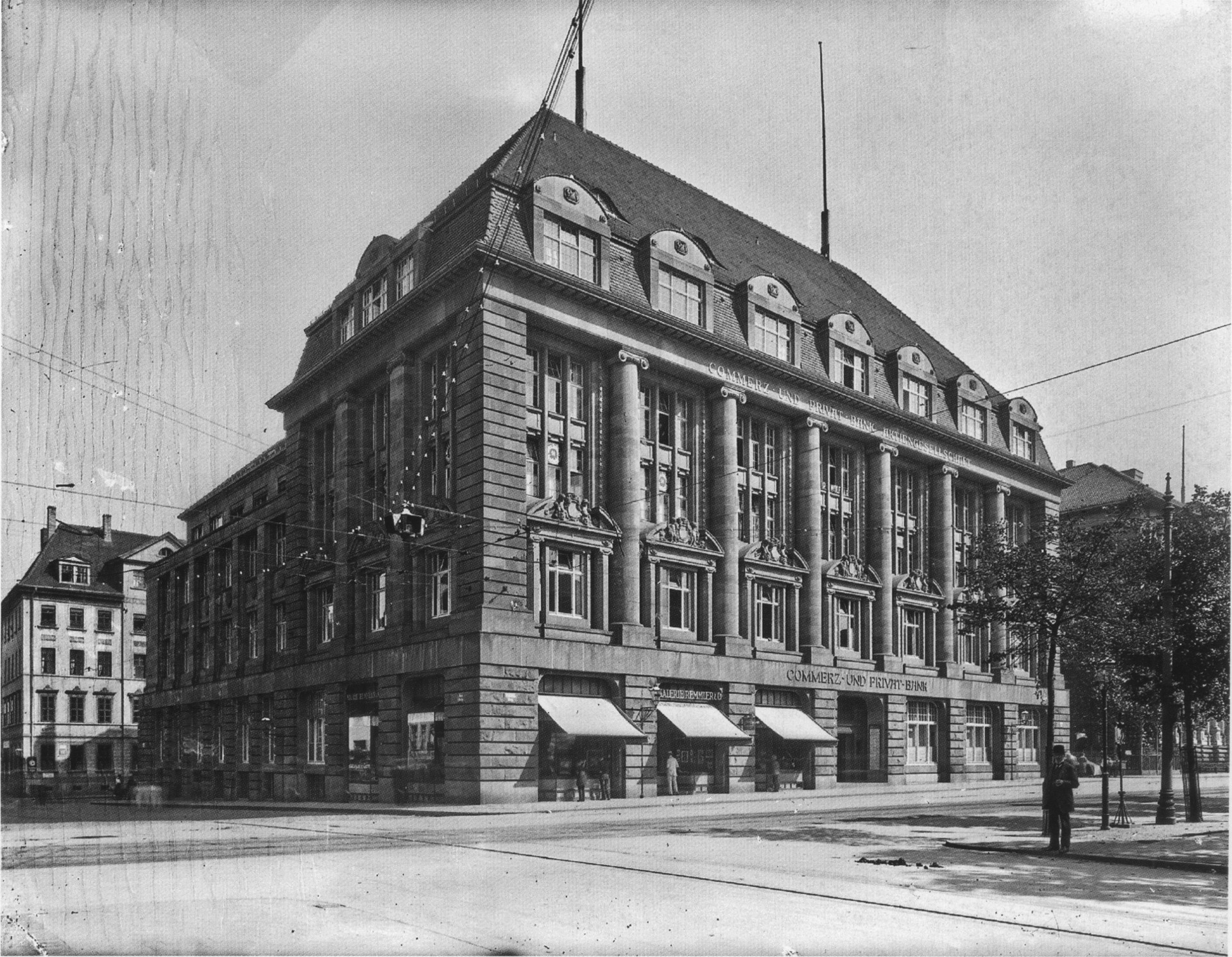
Galerie Remmler am Tröndlinring 3, Ecke Nordstraße, im Gebäude der Commerz- und Privatbank in Leipzig. Aufnahme um 1920.

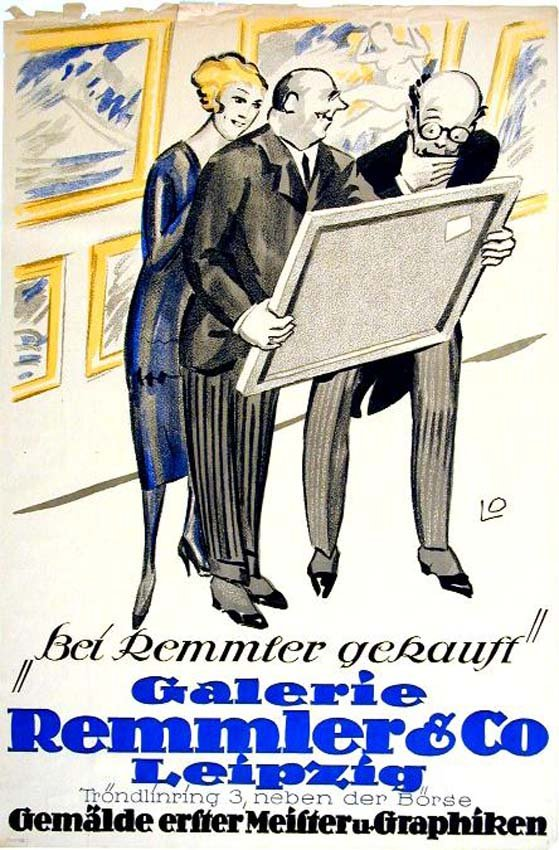
Werbeplakat von Louis Oppenheim, 1920. Ehemalige Sammlung von Hans Sachs.

Die Galerie Remmler (auch Moderne Galerie Remmler genannt) wurde 1919 von Alfred Remmler am Tröndlinring 3 in Leipzig gegründet und war neben der traditionsreichen Galerie Del Vecchio eine der bedeutendsten Galerien in Leipzig in der Zeit der Weimarer Republik.

## Geschichte
Von 1916 bis 1919 arbeitete Wilhelm Alfred Remmler als Prokurist in der Galerie Del Vecchio in Leipzig.

### Galerie Remmler
Am 15. September 1919 eröffnete Alfred Remmler am Tröndlinring 3, im Erdgeschoss Ecke Nordstraße, im Gebäude der Mitteldeutschen Privatbank eine eigene Galerie. Der Ausstellungskatalog der Eröffnungsausstellung im Herbst 1919 beinhaltete 312 Exponate und warb zusätzlich mit dem Hinweis über ein „reichhaltiges Lager in Graphiken erster Meister“. Der Handelsregistereintrag als Einzelkaufmann datiert vom 8. Oktober 1919. Ende Januar 1920 zeigte die Galerie Remmler & Co. eine Ausstellung mit Gemälden von Max Pechstein. Im Angebot der Galerie Remmler standen Werke älterer und zeitgenössischer Meister wie Anselm Feuerbach, Carl Spitzweg, Max Liebermann, Max Slevogt, Emil Orlik, Max Rabes, Arnold Lyongrün oder Käthe Kollwitz.
Erich Kästner berichtete in der Neuen Leipziger Zeitung und im Leipziger Tageblatt über eine Ausstellung in der Galerie Remmler mit Aquarellen, Grafik und Zeichnungen von Josef Hegenbarth im Jahr 1924 und  im Jahr 1925 über eine Ausstellung von Gemälden von Wilhelm Georg Ritter in der Galerie Remmler und über eine gleichzeitig stattfindende Ausstellung im Graphischen Kabinett Dehne & Remmler mit „wertvollen Werken vor allem der jüngeren Generationen: Pechstein, Liebermann, Orlik, Kollwitz, Kolbe, Klinger, Meid – besonders Hans Meid“. Aus dem Jahr 1926 sind zwei Sonderausstellungen von Max Frey und Georg Siebert bekannt.

### Graphisches Kabinett Dehne & Remmler
1925 schlossen sich die Firmen Graphischer Verlag Friedrich Dehne und Moderne Galerie Remmler am Standort Tröndlinring 3 unter der Bezeichnung Graphisches Kabinett Dehne & Remmler zusammen. 1938 zog das Graphische Kabinett Dehne & Remmler an die Pfaffendorfer Straße 2. Im Jahr 1940 ist das Unternehmen am Körnerplatz 6 zu finden. Danach verlieren sich die Spuren.

## Ausstellungen (Auswahl)
- 1919: Eröffnungsausstellung im September 1919 mit einer „Sonderausstellung Dresdner Künstler“ mit Siegfried Berndt, Richard Birnstengel, Eugen Bracht, Erich Buchwald-Zinnwald, Ferdinand Dorsch, Georg Gelbke, Paul Groß, Emanuel Hegenbarth, Wenzel Labus, Siegfried Mackowsky, Georg Oehme, Peter Pöppelmann, Richard Scholz, Paul Wilhelm. Einzelne Werke von Münchner Malern: Josef Burger, Ernst Dargen, Fritz Gärtner, Karl Heffner, Hans Lietzmann, Lothar Meilinger, Albert Spethmann sowie Werke des Karlsruher Malers August Rumm.
- 1920: Max Pechstein; Gemälde Münchner Künstler, Curt Meyer-Eberhardt (Graphik); Gemälde und Graphik von u. a. François Millet, Carl Spitzweg, Fritz von Uhde; August Rumm
- 1921: Gemälde Münchner Meister; sowie Werke von u. a. Eugen Bracht, Max Rabes, Richard Müller, Fritz Mehnert
- 1924: Josef Hegenbarth (Aquarelle, Handzeichnungen, Druckgraphik)
- 1925: Wilhelm Georg Ritter
- 1926: Sonderausstellungen Max Frey und Georg Siebert
- 1927: Sergei Michailowitsch Kolesnikow
- 1929: Aquarelle von Prof. Paul Richter, Motive aus Italien und Nordafrika[9]